# Mauritius i olympiska sommarspelen 1984
Mauritius deltog i de olympiska sommarspelen 1984 med en trupp bestående av fyra deltagare, men ingen av landets deltagare erövrade någon medalj.

## Friidrott
Herrarnas 100 meter
- Daniel André
  - Heat — 11,19 (→ gick inte vidare)

Herrarnas 200 meter
- Daniel André
  - Heat — 22,16 (→ gick inte vidare)

Herrarnas 400 meter
- Daniel André
  - Heat — 49,09 (→ gick inte vidare)

Herrarnas tiokamp
- Vivian Coralie
  - Resultat — 6084 poäng (→ 25:e plats)

Herrarnas diskuskastning
- Dominique Bechard
  - Kval — 41,10 (→ gick inte vidare, 18:e plats)

Damernas diskuskastning
- Christine Bechard
  - Kval — 37,94m (→ gick inte vidare, 17:e plats)